# Seedorf (Basse-Saxe)
Pour les articles homonymes, voir Seedorf.
Seedorf est une municipalité allemande du land de Basse-Saxe et l'arrondissement de Rotenburg. En 2014, elle comptait 956 hab.

## Source
- (de) Cet article est partiellement ou en totalité issu de l’article de Wikipédia en allemand intitulé « Seedorf (bei Zeven) » (voir la liste des auteurs).